# 小澤和幸
小澤 和幸（おざわ かずゆき、1979年2月27日 - ）は、岩手県岩手町出身の男子フィールドホッケー選手である。身長171cm、体重71kg。名古屋フラーテル所属。ポジションはMF。

## 来歴
沼宮内高等学校から東京農業大学を経て表示灯ホッケーチーム（現名古屋フラーテル）に入団。

## 代表歴
- 国際キャップ数 136cap（2011年4月7日現在）

## 個人タイトル
- 日本リーグ最優秀選手賞：1回（2005年）
- 日本リーグベストイレブン：3回（2004年-2006年）
- 日本リーグアシスト王：2回（2005年、2006年）